# The Mysterious Mystery!
The Mysterious Mystery! er en amerikansk stumfilm fra 1924 instrueret af Robert F. McGowan.

## Medvirkende
- Joe Cobb som Joe
- Mickey Daniels som Mickey
- Allen Hoskins som  Farina
- Eugene Jackson
- Andy Samuel som Andy
- Sonny Loy som Joy
- Jackie Condon som Adelbert Wallingford